# 格勒诺布尔-阿尔卑斯大学联盟
格勒诺布尔-阿尔卑斯大学联盟（法語：Communauté Université Grenoble-Alpes）是法国格勒诺布尔大学区的一个大学与院校共同体。2020年1月1日，此联盟将解散并入新成立的格勒诺布尔-阿尔卑斯大学。

## 历史
2005年，格勒诺布尔一大、二大、三大、格勒诺布尔理工学院和格勒诺布尔政治学院共同成立了格勒诺布尔大学。2006年，学校专为高等教育与研究中心。2014年，学校根据法律转为大学与院校共同体。2015年，学校更名为格勒诺布尔-阿尔卑斯大学联盟。

## 成员机构

### 成员学校
- 格勒诺布尔-阿尔卑斯大学
- 格勒诺布尔理工学院
- 法国国家科学研究中心
- 法国国家信息与自动化研究所

### 伙伴学校
- 萨瓦大学
- 格勒诺布尔政治学院
- 格勒诺布尔国立高等建筑学校
- 格勒诺布尔高商